# Enthrone Darkness Triumphant
Enthrone Darkness Triumphant – trzeci pełny album norweskiej grupy blackmetalowej Dimmu Borgir, wydany w roku 1997. Płyta odniosła duży sukces na rynku gatunkowym i jest pierwszą zawierającą teksty napisane w języku angielskim. Jest to jednocześnie pierwszy album grupy, na którym przedstawiono jej nowe logo.

## Lista utworów
Opracowano na podstawie materiału źródłowego.
1. "Mourning Palace" – 5:13
2. "Spellbound (by the Devil)" – 4:08
3. "In Death's Embrace" – 5:43
4. "Relinquishment of Spirit and Flesh" – 5:33
5. "The Night Masquerade" – 4:25
6. "Tormentor of Christian Souls" – 5:39
7. "Entrance" – 4:48
8. "Master of Disharmony" – 4:15
9. "Prudence's Fall" – 5:57
10. "A Succubus in Rapture" – 6:00

2002, wydanie ekskluzywne
Dodatkowe utwory:
11. "Raabjørn speiler Draugheimens skodde" ("Raabjørn is Mirrored in the Mist of Draugheimen") – 5:02
12. "Moonchild Domain" – 5:42
13. "Hunnerkongens sorgsvarte ferd over steppene" ("The King of the Huns' Sorrowful Black Journey Over the Plains") – 3:05
14. "Chaos Without Prophecy" – 7:09

## Twórcy
Opracowano na podstawie materiału źródłowego.

- Sven "Erkekjetter Silenoz" Atle Kopperud - gitara rytmiczna, gitara prowadząca; wokal prowadzący (utwór 11)
- Stian "Shagrath" Thoresen - gitara rytmiczna, gitara prowadząca, wokal prowadzący
- Stian Aarstad - instrumenty klawiszowe
- Kenneth "Tjodalv" Åkesson - perkusja
- Stian "Nagash" Arnesen - gitara basowa
- Bente Engen - wokal wspierający (utwór 5)
- Peter Tägtgren - inżynieria dźwięku, miksowanie
- Peter Grøn - okładka, oprawa graficzna, dizajn